# Petiville (Calvados)
Petiville ist eine französische Gemeinde mit 559 Einwohnern (Stand: 1. Januar 2022) im Département Calvados in der Region Normandie. Sie gehört zum Arrondissement Lisieux und zum Kanton Cabourg. Die Einwohner werden als Petivillais bezeichnet.

## Geografie
Petiville liegt etwa 14 Kilometer nordöstlich vom Stadtzentrum von Caen entfernt. Das Gemeindegebiet wird vom Flüsschen Divette durchquert, das hier noch Saint-Laurent genannt wird. Umgeben wird Petiville von Varaville im Norden und Osten sowie Bavent im Süden und Westen.

## Bevölkerungsentwicklung
| Jahr                             | 1962 | 1968 | 1975 | 1982 | 1990 | 1999 | 2006 | 2013 |
| Einwohner                        | 164  | 163  | 159  | 271  | 400  | 432  | 473  | 508  |
| Quelle: Cassini, EHESS und INSEE |      |      |      |      |      |      |      |      |

## Sehenswürdigkeiten

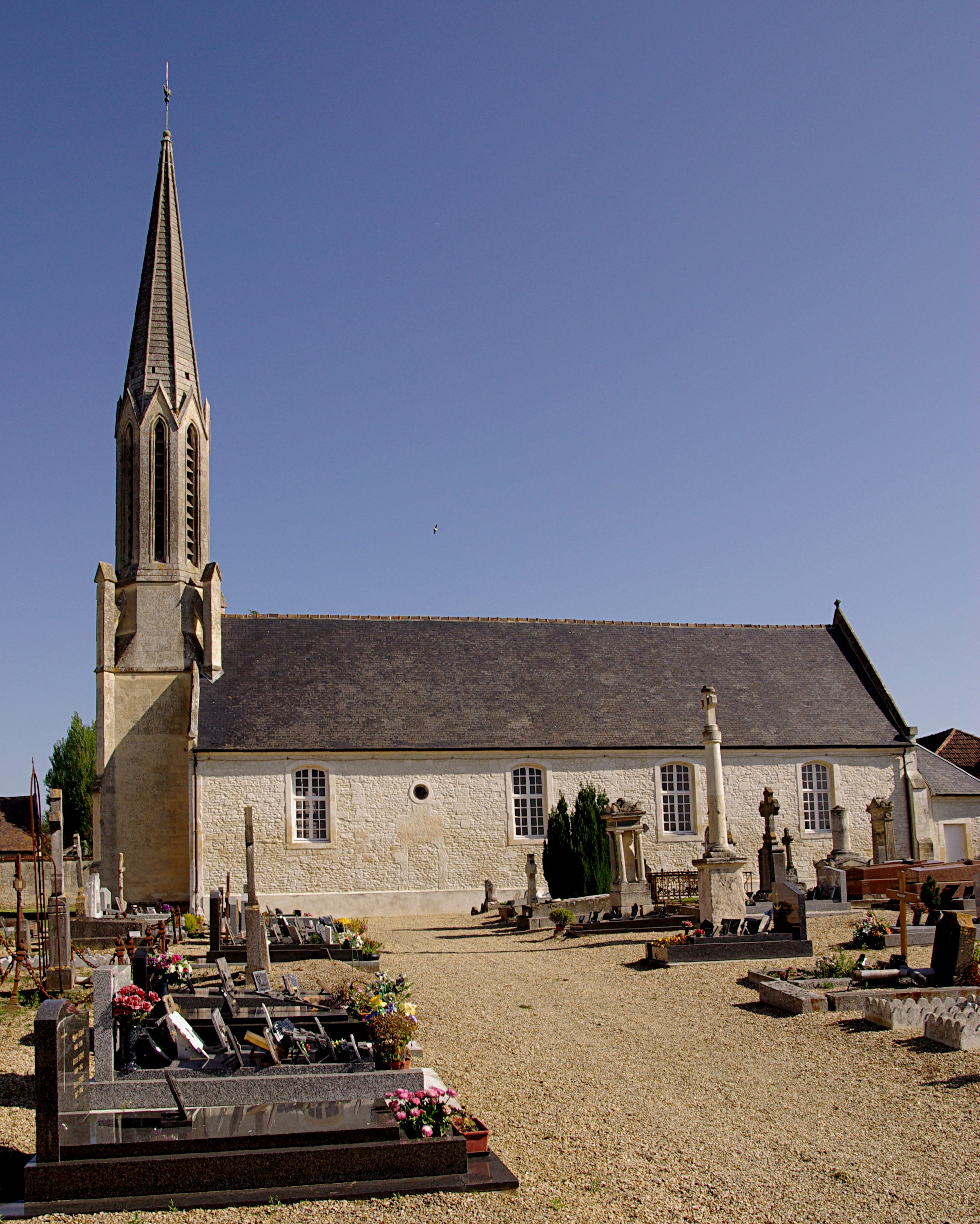
Kirche Notre-Dame

- Kirche Notre-Dame aus dem 17. Jahrhundert
- Herrenhaus aus dem 17. Jahrhundert

## Gemeindepartnerschaften
Mit der britischen Gemeinde Lydford in der Grafschaft Devon (England) besteht seit 2011 eine Gemeindepartnerschaft.